# ONCF ZMC
 (mai 2012).
L'ONCF souhaite mettre en place un nouveau service cadencé entre Rabat et Casablanca au début des années 1980, avec pointes à 160 km/h. Mais il ne dispose pas du matériel nécessaire. Un appel d'offres est donc lancé en août 1981 afin d'acquérir le matériel adéquat. La Belgique dispose d'une longue expérience en matière de 3000 volts : la SNCB vient de réceptionner ses nouvelles automotrices doubles série 300 dites "break", et en décembre 1981, le consortium La Brugeoise/ACEC achève la livraison d'une série de 50 rames automotrices triples, également en 3000 volts, à la compagnie des chemins de fer de l'État de São Paulo (FEPASA) au Brésil. L'ONCF se tourne vers ce constructeur pour la fourniture de son nouveau matériel.

## Conception

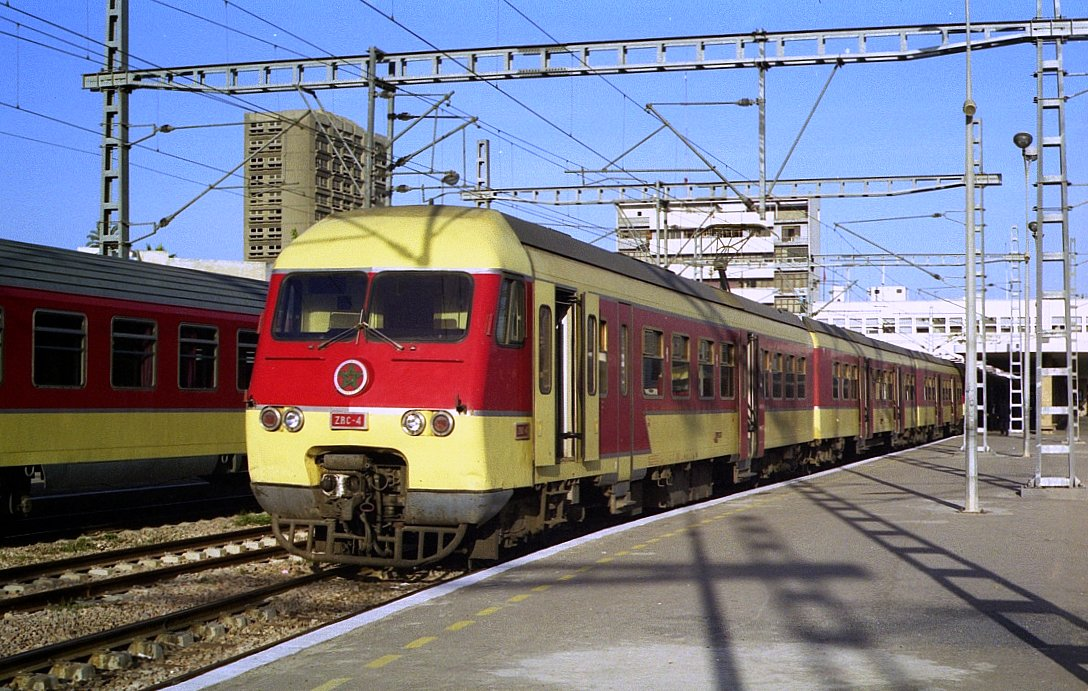
Une ZMC à la gare de Casa-Port en 2002.

La commande initiale porte sur huit automotrices, mais à la différence des "break" de la SNCB dont elles reprennent l'esthétique, il s'agit de rames triples conçues en prévision de l'insertion éventuelle d'une quatrième remorque, deux rames triples étant couplables entre elles. Côté technique, le constructeur cherche à adapter son matériel aux conditions d'exploitation du réseau marocain : le rapport de transmission est légèrement modifié, et le freinage par récupération est remplacé par le freinage rhéostatique. L'équipement traction est doté d'une commande à thyristors. Afin de tenir compte de la proximité de l'océan, ces rames sont munies de caisses construites en acier corten résistant à la corrosion.

## Service
Le marché initial prévoit également la formation du personnel, et un certain nombre de cheminots ONCF partent effectuer des stages sur la SNCB afin de se familiariser avec les techniques du hacheur de courant.
La livraison du premier lot s'effectue de décembre 1983 à février 1984.
Les ZMC sont engagées sur le nouveau service cadencé dit "TNR" (trains navettes rapides), officiellement inauguré le 19 mai 1984, et dont le service commercial débute le 21 mai. Reliant Rabat-ville à Casablanca-port, il permet des gains de temps compris entre 54 et 62 minutes sur les 91 kilomètres du trajet. Devant les bons résultats obtenus, une seconde sous-série de 8 automotrices est commandée.
Détail des livraisons :
| N° ONCF     | N° Usine | Année |
| ZMC 1 à 8   | ?        | 1984  |
| ZMC 11 à 16 | ?        | 1992  |

## Livrées extérieures
La ZMC a la particularité d'avoir reçu plusieurs livrées extérieures. La première livrée est peinte aux couleurs emblématiques de l'ONCF rouge et jaune crème. Elles sont peintes avec un fond en beige claire et d'un arc de cercle composé d'une nuance d'orange vers du rouge. Elles sont ensuite  peintes aux couleurs en vert jade et bleu foncé aux couleurs du service de train urbain Al Bidaoui. Les ZMC sont ensuite peinte d'une livrée transitoire en bleu et en gris. Profitant de leur rénovation intérieure, les ZMC sont peintes à l'extérieur avec un beige claire ainsi que d'une ligne verte composé d'un vert foncé et d'un vert claire. Depuis ces dernières années elles sont peintes en noir et orange reprenant ainsi les couleurs de l'ONCF.  